# Солдатово (Правдинський район)
Солдатово (рос. Солдатово) — селище Правдинського району, Калінінградської області Росії. Входить до складу Домновського сільського поселення.
Населення —  135 осіб (2015 рік). 

## Населення
| 2002 | 2010 |
| ---- | ---- |
| 152  | ↘135 |